# غريت إلياسن
غريت إلياسن (بالنرويجية: Grete Eliassen)‏ هي متزحلقة حرة نرويجية وأمريكية، ولدت في 19 سبتمبر 1986 في سانت لويس بارك في الولايات المتحدة.

## وصلات خارجية
- الموقع الرسمي
- غريت إلياسن على موقع الاتحاد الدولي للتزلج (التزلج على المنحدرات الثلجية) (الإنجليزية)
- غريت إلياسن على موقع الاتحاد الدولي للتزلج (التزلج الحر) (الإنجليزية)
- غريت إلياسن على موقع ألعاب إكس (مؤرشف) (الإنجليزية)